# Seriola lalandi
O olho-de-boi (Seriola lalandi) é uma espécie de peixe teleósteo, perciforme, da família dos carangídeos. Tais peixes chegam a medir até 2 m de comprimento. Também são conhecidos pelos nomes populares de arabaiana, olhete, pitangola, tapiranga, tapirçá e urubaiana, e são muito visados pela pesca esportiva.
No consumo humano, está associado à ocorrência da síndrome de Haff, conhecida popularmente como "doença da urina preta", que causa rabdomiólise e leva o paciente a ter fortes dores, rigidez muscular, falta de ar, dormência e já ocasionou mortes. É caracterizado pela urina escura, por causa da absorção pelos rins de proteínas concentradas, e está relacionado ao consumo de alguns peixes e frutos do mar. Os profissionais de saúde ainda não conhecem a causa da doença, mas creem que a arabaiana se alimenta de algumas algas com toxinas que causam necrose muscular em humanos, podendo gerar a síndrome quando ingerida.